# April Darby
April Darby (Edina, Minnesota, Verenigde Staten, 27 mei 1991) is een Nederlands-Amerikaanse zangeres en musical-actrice. Ze is te zien geweest in theaterproducties zoals The Bodyguard, Sister Act en Aida in Concert. En heeft meerdere keren in de Ziggo Dome gestaan met o.a. Grand van DJ Fedde Le Grand en Let’s Dance van Humberto Tan.

## Jeugd en opleiding
Darby werd geboren in de VS, als dochter van een Amerikaanse vader en Nederlandse moeder. Het gezin verhuisde naar Den Haag toen Darby negen maanden oud was, omdat haar vader – soul- en jazzmuzikant van beroep – in Nederland een contract bij een platenlabel kon tekenen. Darby's ouders zijn gescheiden toen ze vier jaar oud was. Ze heeft een jongere broer.
In haar jeugd deed ze regelmatig modellenwerk voor tv-advertenties en modeketens; daarnaast volgde ze dans-, zang- en spellessen. Ze stroomde door naar Kids on Tour en later de Junior Academy van het Nederlands Musical Ensemble. Na het gymnasium studeerde ze in 2012 vervroegd af als musical artist aan de Dutch Academy of Performing Arts (DAPA) in Zoetermeer. Tijdens haar studie was ze een van de solisten in de theatertour Soul Sisters. Uiteindelijk rondde ze haar studie af met de rol van Sukie Rougemont in de musical The Witches of Eastwick, waarin ze naast Linda Wagenmakers en Joke de Kruijf speelde. In 2010 nam Darby via een Dream Ticket deel aan American Idol; uiteindelijk behaalde ze de vierde ronde.

## Carrière
Sinds haar afstuderen is Darby te zien in verschillende theaterproducties en bestormt ze meerdere poppodia. 
Darby is vervroegd afgestudeerd om deel te nemen in het ensemble van de musical Sister Act en als understudy voor de vrouwelijke hoofdrol, Deloris van Cartier. 
Van 2015 tot 2017 was ze te zien als Rachel Marron in de musical The Bodyguard, dat ze combineerde met de Dinnershow Pandora in Studio 21. Darby noemt een rol in een musical op Broadway een "grote droom", maar streeft ook naar een carrière als solozangeres na. In maart 2016 trad Darby op tijdens de show van Fedde le Grand in Ziggo Dome.
In november 2018 betrad April hier nogmaals het podium van de Ziggo Dome, ditmaal tijdens de shows Let’s Dance van Humberto Tan. In 2018 verzorgde zij de opening van het Gouden Televizier-Ring Gala in het AFAS Live. 
In 2019 deed ze mee aan het tiende seizoen van The voice of Holland en wist de eerste liveshow te halen. Datzelfde jaar vertolkte Darby de titelrol Aida in het openluchtspektakel Aida in Concert van Stage Entertainment NL. Niet lang hierna was april te horen in alle Nederlandse bioscopen als Nala in The Lion King uit 2019, als de Nederlandse stem van Beyoncé.
In 2021 keerde April terug in de hoofdrol van de hitmusical The Bodyguard in België, waar zij haar Vlaamse debuut heeft gemaakt in Studio Zuid in Antwerpen. 
In 2022 was Darby een van de deelnemers aan het 22e seizoen van het RTL 4-programma Expeditie Robinson. Ze viel als zeventiende af en eindigde daarmee op de vijfde plek. In 2023 was ze te zien als panellid in het televisieprogramma DNA Singers. In datzelfde jaar was ze te zien als secret singer in het televisieprogramma Secret Duets. In datzelfde programma was Darby in 2024 te zien als panellid.
Op 15 september 2023 trad Darby op tijdens het herdenkingsconcert The Bridge to Liberation in Arnhem. In december 2023 was ze een van de artiesten die optrad in Disney in Concert in de Ziggo Dome.
In 2024 en 2025 was Darby te zien als gastrecensent in het televisieprogramma Stars on Stage. Ook deed ze in 2024 samen met Jayh mee aan het televisieprogramma That's My Jam. 
Tevens deed Darby in 2024 mee aan het televisieprogramma Praat Nederlands met me en was ze dat jaar te zien als panellid in het televisieprogramma Beste Kijkers. Daarnaast deed ze in datzelfde jaar mee aan het televisieprogramma Het perfecte plaatje in Thailand. Ook deed ze in 2024 mee aan het televisieprogramma Wat een dag!, was ze een van de bekende Nederlanders in het kinderprogramma De Faker en deed ze mee aan het televisieprogramma Ons kent Ons.
In het voorjaar van 2025 was Darby te zien als panellid in het RTL 4-programma Ranking the Stars.

## Overzicht Muziek
In 2020 bracht April een single uit in samenwerking met The Boy Next Door en Billy the Kit, genaamd Gone Tomorrow. Het nummer is meer dan 2 miljoen keer gestreamd op Spotify en gemaakt op Radio 538 en SlamFM. 
In 2018 bracht April haar debuut EP uit in eigen beheer, met singles als New York, Cold Shoulder en Falling Fast.
April is in 2022 weer de studio ingedoken om te werken aan haar tweede EP.

## Overzicht Theater
| Theater   | Theater                 | Theater                                      | Theater                 | Theater                  |
| Jaar      | Titel                   | Rol                                          | Producent               | Opmerkingen              |
| --------- | ----------------------- | -------------------------------------------- | ----------------------- | ------------------------ |
| 2011–2012 | Soul Sisters            | Solist                                       | BOS Theaterproducties   | Ook dance-captain        |
| 2012      | The Witches of Eastwick | Sukie Rougemont                              | Harlekijn               |                          |
| 2013–2014 | Sister Act              | Michelle, ensemble / u/s Deloris van Cartier | Stage Entertainment     | AFAS Circustheater       |
| 2013–2015 | 21 on Air               | Lead Vocalist                                | RTL Wentink Events      | Dinnershow, Studio 21    |
| 2014–2015 | Brooklyn Nights         | Lead Vocalist                                | WentinkForno            | Studio's Aalsmeer        |
| 2015–2017 | Pandora                 | Lead Vocalist                                | RTL Live Entertainment  | Dinnershow, Studio 21    |
| 2015–2017 | The Bodyguard           | Rachel Marron                                | Stage Entertainment     | Beatrix theater, Utrecht |
| 2017      | APRIL DARBY LIVE!       | Solist                                       | STENT Producties        | One-Woman Show           |
| 2019      | Aida in Concert         | Aida                                         | Stage Entertainment     | Openlucht concerten      |
| 2021      | The Bodyguard           | Rachel Marron                                | Music Hall Live         | Zuiderkroon, Antwerpen   |
| 2023      | Disney 100 in concert   | Verschillende rollen                         | Medialane               | Ziggo Dome               |
| 2023-2024 | Aida                    | Amneris                                      | Stage Entertainment     | AFAS Circustheater       |
| 2024-2025 | Sister Act              | Deloris van Cartier                          | Medialane               | Rondreizende productie   |
| 2025      | Hadestown               | Fates, alternate Persephone                  | Carré theaterproducties | Koninklijk Theater Carré |
| 2025-2026 | Moulin Rouge            | alternate Satine                             | Stage Entertainment     | Beatrix Theater, Utrecht |

## Overzicht nasynchronisatie
| Titel                            | Rol             | Opmerkingen                             |
| -------------------------------- | --------------- | --------------------------------------- |
| Mufasa: The Lion King (2024)     | Nala            | Nasynchronisatie                        |
| Vaiana 2 (2024)                  | Matangi         | Nasynchronisatie                        |
| The Lion King (2019)             | Nala            | Liveactionfilm; nasynchronisatie & zang |
| Supa Moda                        | Mwix            | Telefilm                                |
| Disney's Becoming                | Candace Parker  | Voiceover                               |
| Barbie: Grote stad, Grote Dromen | Barbie Brooklyn | Nasynchronisatie & zang                 |
| Sneakerella                      | Liv             | Disney film                             |
| Disney's Foodtastic              | Keke Palmer     | Voiceover                               |
| Babyshark's Big Show             | Vola            |                                         |
| Erax                             | Opal            | Netflix-kortfilm                        |
| Best & Bester                    | Graffifi        |                                         |